# Conus weltoni
Espèce
Conus weltoni est une espèce fossile de mollusques gastéropodes marins de la famille des Conidae.

## Taxonomie

### Publication originale
L'espèce Conus weltoni a été décrite pour la première fois en 1980 par le malacologiste américain Cleveland P. Hickman dans « Bulletins of American Paleontology »,.